# Nokturnal Mortum
Nokturnal Mortum est un groupe de black metal ukrainien, originaire de Kharkiv. le groupe est formé à la fin de 1991 sous le nom de Suppuration. En 1995, le groupe publie son premier album studio intitulé Twilightfall. Il est suivi, un an plus tard en 1996, d'un deuxième album, Lunar Poetry et d'un troisième, Goat Horns, en 1997.

## Biographie

### Formation et débuts
Le 31 décembre 1991, Varggoth (guitare, chant), Munruthel (batterie) et Xaarquath (basse) forment Suppuration, groupe de death metal. Ecclesiastical Blasphemy est enregistré en 1992 à Kharkiv, et distribué en Europe. Suppuration devient ainsi l'un des premiers groupes de metal underground de l'ex-URSS à être distribué à l'échelle internationale. Edward Pichugin rejoint Suppuration en tant que guitariste la même année, suivi par Sataroth qui quitte Smile of Death, afin de remplacer Vargotth aux vocaux, ce dernier restant guitariste. Unspeakable Journey Into Subconscious World est enregistré en 1993, toujours à Kharkiv. En avril, Pichugin quitte le groupe ; il est alors remplacé par Wortherax qui quitte Scarecrow. Cosmic Flight Around Astralspher est alors enregistré, mais ne sera jamais produit. L'été est fatal à Suppuration ; en automne, Vargotth (vocaux, guitare), Karpath (guitare) et Munruthel forment Crystaline Darkness, qui enregistre Mi Agama Khaz Mifisto.
En 1994, Varggoth et Munruthel quittent Crystaline Darkness, et forment Nocturnal Mortum (avec un « c ») avec tous les membres de Suppuration. Varggoth redevient chanteur et Sataroth devient claviériste. L'orthographe du groupe change en 1995, pour devenir Nokturnal Mortum avec K, par volonté d'originalité ; Twilightfall est enregistré et sort la même année. Il s'agit d'un album de black metal assez classique, agrémenté d'influences thrash par moments et d'esquisses symphoniques assez légères. Le timbre de la voix n'est pas sans rappeler que le premier groupe formé par Varggoth quelques années plus tôt, Suppuration, était un groupe de death metal, tandis que les compositions restent assez simples, rythmées sans pour autant être très agressives. Twilightfall est le premier album studio de Nokturnal Mortum, tant au niveau du son en lui-même que de l'ensemble de l'album, qui laisse cependant augurer de l'évolution future du groupe.

### Lunar Poetry(1996–1998)
Wortherax quitte Nokturnal Mortum, tandis que Karpath les rejoint en tant que guitariste, à la suite de la dissolution de Crystaline Darkness. Saturions quitte, quant à lui, Renewal et rejoint Nokturnal Mortum en tant que second claviériste. Goat Horns est enregistré durant l'été, au domicile de Knjaz Varggoth, puis Nokturnal Mortum et Lucifugum enregistrent un split, Vetche.
Le nouvel album du groupe, Lunar Poetry, est publié en 1996. Il fait connaître Nokturnal Mortum au public, et permet au groupe de se démarquer de la majorité de la scène black metal. Lunar Poetry se caractérise par un black metal plus symphonique, et plus axé sur l'idée de nature. Nokturnal Mortum se distingue cependant des autres groupes de symphonique par l'importance de ses instants folkloriques, qui manifestent l'attachement du groupe à la culture et au folklore ukrainiens. Lunar Poetry, s'il esquisse la future orientation pagan metal de Nokturnal Mortum, reste cependant un album de black metal symphonique plus classique que ceux qui le suivront.
Produit en 1997, le troisième album du groupe, Goat Horns, confirme la tendance de Lunar Poetry, en alliant black metal, lignes symphoniques et influences folkloriques : l'œuvre est parsemée de passages folk, courts mais intenses ; cette atmosphère se ressent du début à la fin de l'album. Outre l'intro aux claviers, Black Moon Overture, qui pose l'ambiance, les deux titres qui lui succèdent (Kuyaviya et Goat Horns) sont de parfaits exemples de cette importance du folklore au cœur de Varggoth, principal compositeur du groupe, attachement qu'il manifeste dans sa musique. Les paroles sont aussi révélatrices de cette approche mixte et portent majoritairement sur la nature, les éléments, et un rejet du christianisme et de son dieu. Celui-ci est cependant motivé par les racines païennes des membres du groupe plutôt que par un culte au diable, lieu commun du black metal. Les liens du sang et la fraternité ont également leur importance dans les textes de Nokturnal Mortum : la notion de Brother of Blood revient ainsi régulièrement dans le sixième titre, Kolyada.

### To the Gates of Blasphemous Fire(1999)
En 1997, To the Gates of Blasphemous Fire est enregistré. L'opus sort en 1999 au label The End Records, et marque une orientation plus black metal dans la musique du groupe. Le titre même, To the Gates of Blasphemous Fire, renvoie à l'Enfer des chrétiens et non aux croyances païennes. Les compositions, plus agressives, sont à cet égard révélatrices : Varggoth veut produire une œuvre plus brutale, plus haineuse, plus agressive. Les titres eux-mêmes, par leur nom, montrent ce tournant : Bestial Summoning, To the Gates of Blasphemous Fire, et The Hands of Chaos.
Le folklore chrétien, dans son aspect démoniaque, prend une place bien plus importante que dans Goat Horns. De la même manière, les paroles païennes et centrées sur la nature s'effacent en partie face à des textes plus classiques dans le black metal et plus guerriers. La chanson éponyme parle de mort, de souffrance, de sang et de chaos, ce que renforce la pochette même de l'album, représentant une scène de bataille. Nokturnal Mortum, en accentuant les influences black metal de sa musique, ne tourne pas pour autant le dos à son orientation païenne : le morceau instrumental Cheremosh contrebalance l'agressivité et la violence des autres titres, tandis que On the Moonlight Path – dont les textes parlent du sang et de la Lune, ainsi que de la nature de façon plus générale – allie black metal et metal symphonique. Karpath est renvoyé de Nokturnal Mortum en 1999.

### NeChrist(2000–2004)
En 2000, c'est le tour de Munruthel, suivi par Saturious, qui quitte le groupe par soutien envers Munruthel. Vrolok, membre de Runes of Dianceht, rejoint Nokturnal Mortum en tant que nouveau guitariste.
NeChrist est enregistré au cours de l'année. L'orientation black metal du groupe se confirme en 2000, avec l'album représente un énorme bras d'honneur de Varggoth et du reste du groupe aux majors du monde de la musique : le succès de Goat Horns et de To the Gates of Blasphemous Fire avait ouvert les portes des gros labels à Nokturnal Mortum. NeChrist confirme l'orientation amorcée par l'opus précédent, et offre des compositions dures, incisives et dérangeantes. Le message est clair, le commerce de la musique n'est pas ce qui motive les membres de Nokturnal Mortum. Le rejet du christianisme est lui aussi plus prononcé : le simple titre NeChrist est explicite, de même que les titres de certaines chansons : Jesus's Blood ou encore In The Fire of the Wooden Churches pour ne citer qu'elles. Nokturnal Mortum, bien que dans une optique musicale bien plus sombre et violente, maintient cependant son attachement à la terre et au paganisme : Black Raven ou encore Perun's Celestial Silver allient ainsi black metal et folk pour produire un résultat original.
Durant l'automne, Munruthel se voit offrir une nouvelle chance à sa demande et réintègre Nokturnal Mortum, suivi par Saturious. Durant 2002 débute l'enregistrement de Weltanschauung, mais Xaarquath quitte le groupe en juillet, et est remplacé à la basse par Vrolok. Alzeth rejoint Nokturnal Mortum en tant que guitariste. 2003 voit le départ de Munruthel, remplacé par Odalv à la batterie. En 2004, NeChrist, To the Gates of Blasphemous Fire, Goat Horns et Lunar Poetry sont redistribués par Oriana Music (Ukraine). Weltanschauung sort finalement en 2005, année au cours de laquelle Nokturnal Mortum signe avec No Colours Records en Allemagne.

### Weltanschnuug(2005–2008)
Cinq ans après NeChrist, Nokturnal Mortum opère un nouveau changement d'orientation musicale qui, s'il peut sembler un retour en arrière, représente plutôt un cycle. Contrairement à NeChrist, Weltanschuung est un opus bien plus pagan metal, se rapprochant ainsi de Goat Horns ou To the Gates of Blasphemous Fire. La liste des titres se compose de moitié d'instrumentaux. Il présente, plus que ses prédécesseurs, la volonté de faire passer un message, rendu explicite par la pochette de l'album. Contre la scène de bataille de To the Gates of Blasphemous Fire ou l'individu maquillé de noir et de blanc, très sombre et malsain, de NeChrist, Weltanschnuug représente une main caressant des épis de blé. Par respect des dieux païens et de la nature prôné dans leurs textes, Varggoth et Saturious rejettent clairement l'uniformisation et la dénaturation des cultures et des croyances. Ils y privilégient une idée de transcendance, d'élévation de l'âme et de l'esprit par le rapport à la nature et aux racines, tant culturelles que spirituelles.
En 2007, Alzeth quitte le groupe, et est remplacé par Astargh à la guitare.

### The Voice of Steel(depuis 2009)

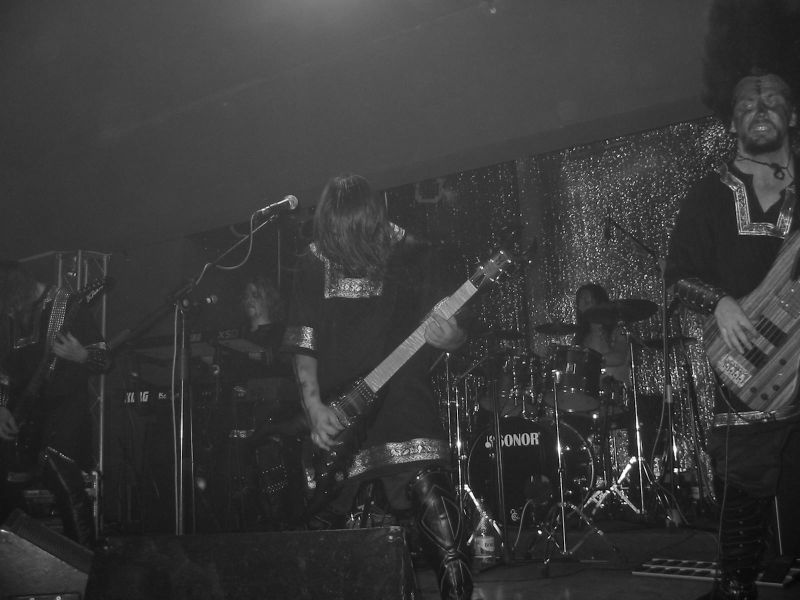
Nokturnal Mortum sur scène avant 2010.

C'est après quatre ans d'attente, en 2009, que sort l'album The Voice of Steel. Si Weltanschuung mélange black metal et pagan metal, cet album le fait de façon totalement homogène, et livre des compositions à l'alchimie musicale plus profonde. Si l'introduction commence de la même façon que celles de Weltanschuung et NeChrist, la suite varie. La chanson éponyme mélange black metal et pagan pour produire une chanson lourde, pesante, et relativement lente. Le morceau suivant, Walkyrie, est d'emblée plus agressif mais évolue en une partie instrumentale qui dure quelques minutes, au sein de laquelle se distingue un solo de guitare sans la moindre once de brutalité. L'orientation pagan de l'album se manifeste surtout à travers Ukrainia. The Voice of Steel tranche avec les précédentes productions du groupe, qui avaient un rythme assez rapide. L'aboutissement musical de l'album est By Path of the Sun, le sixième titre, qui offre des variations de rythmes et de sonorités – la flûte intervient à plusieurs reprises, ajoutant une légèreté au morceau.
Les textes de The Voice of Steel sont dans la lignée de ceux des précédents albums, tout en présentant une maturité nouvelle. La chanson éponyme aborde des thèmes guerriers et païens ; l'indépendance d'esprit et de culture y reste fondamentale. La bataille y est présentée comme un moyen d'atteindre la paix et la liberté, tout en rejetant le règne de l'argent qui caractérise le monde moderne, vision dans laquelle le groupe ne se reconnaît absolument pas, comme le rappelle le message adressé aux majors de l'industrie musicale à travers NeChrist. Walkyrie – qui présente la particularité d'être la seule chanson en Russe, les autres étant toutes chantées en ukrainien – s'inscrit dans cette lignée, et parle du combat et de sa récompense. Très patriote, la chanson Ukrainia est une ode à l'Ukraine, à laquelle les membres de Nokturnal Mortum sont très attachés ; parlant de ses paysages et de sa culture, les paroles font l'éloge d'un berceau de la culture slave, très présente dans la musique du groupe. My Dream Islands parle pour sa part de l'attachement à la nature et à la terre, et de l'importance de cet amour pour garder un cœur fort et ne jamais fléchir. Ce thème est approfondi dans la chanson suivante, qui déplore l'asservissement subi par les Ukrainiens, tout prônant le respect des anciens et des valeurs guerrières, thèmes présents dans la majorité des textes de Varggoth. Sky of Saddened Nights et White Tower sont bien plus mélancoliques.
Nokturnal Mortum a depuis édité Kolovorot, un album live enregistré au festival du même nom fin 2010 en Ukraine, et l'album studio Verity en 2017.

## Idéologie
Le groupe a longtemps été rattaché par le public (les membres ne s'étant jamais explicitement exprimés à ce sujet) à la scène NSBM, notamment par son affiliation au mouvement The Pagan Front ainsi que par les éléments visuels et lyriques utilisés. Le groupe est désormais détaché du Pagan Front et a renoncé à l'utilisation de tout élément pouvant être rattaché de près ou de loin à une quelconque idéologie d'extrême droite. La mythologie et le folklore ukrainien occupent désormais la quasi-totalité des thèmes abordés par le groupe.

## Discographie

### Albums studio
- 1995 : Twillightfall
- 1996 : Lunar Poetry
- 1997 : Goat Horns
- 1999 : To the Gates of Blasphemous Fire
- 2000 : Nechrist
- 2005 : Weltanschauung
- 2009 : The Voice of Steel
- 2017 : Verity
- 2022 : To Lunar Poetry

### Albums live
- 2009 : Live in Katowice
- 2011 : Kolovorot

### EPs
- 1997 : Return of the Vampire Lord
- 2003 : The Taste of Victory